# Spießbraten

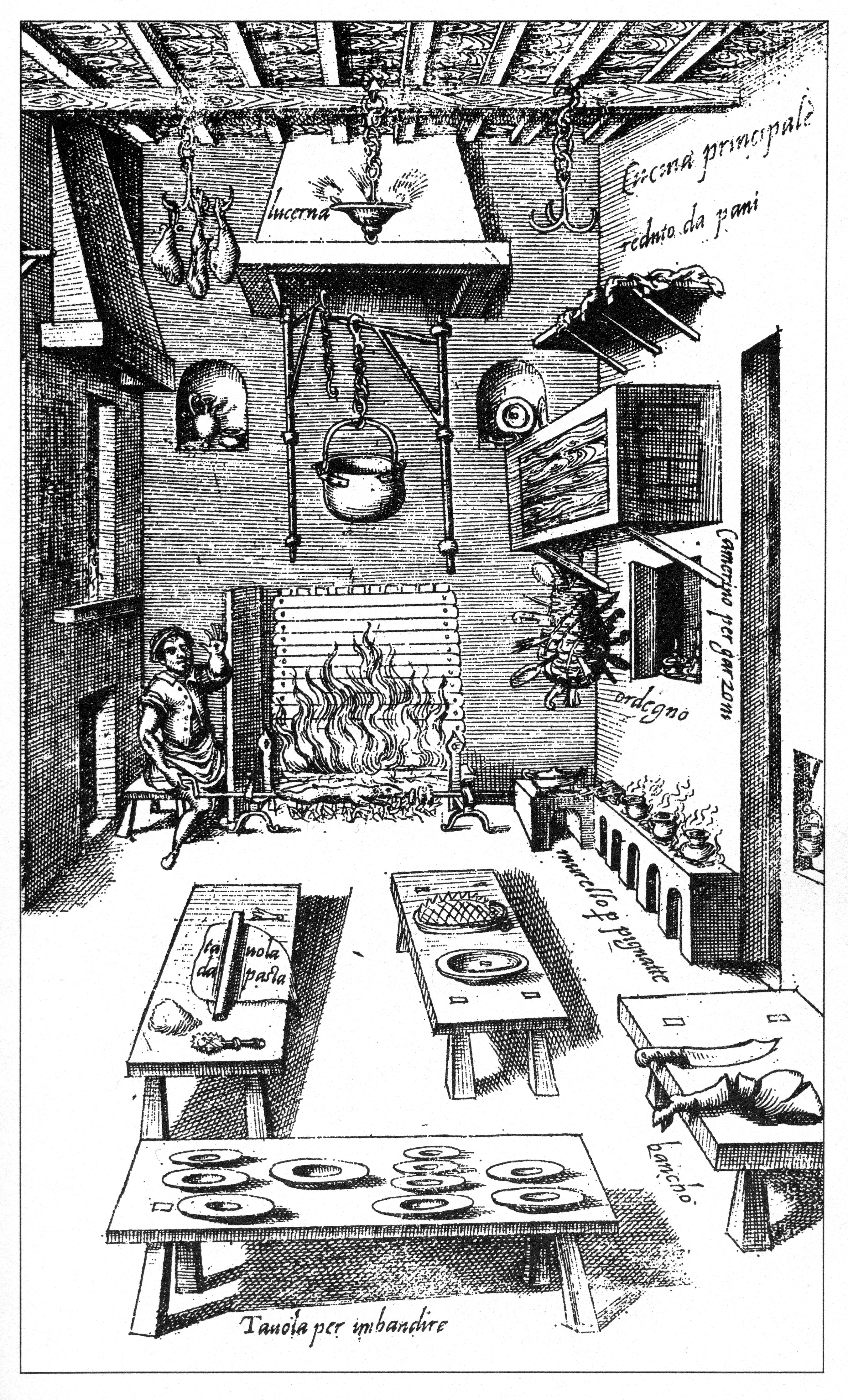
Ein Küchenjunge bereitet ein Kleintier auf dem Bratspieß zu. Abbildung von Bartolomeo Scappi (1560)

Als Spießbraten wird generell ein Braten bezeichnet, der an einem Bratspieß über offenem Feuer zubereitet wird. Diese Zubereitungsmethode dürfte zu den Urformen des Kochens seit der menschlichen Nutzung des Feuers gehören. Bratspieße wurden in prähistorischen Gräbern gefunden. Aus der Antike sind Rezepte für Fleisch am Spieß überliefert, auch die ältesten erhaltenen Kochbücher in deutscher Sprache enthalten entsprechende Rezepte.
In der gehobenen Küche des Adels und der Oberschichten spielte Spießbraten bis zum 19. Jahrhundert eine wichtige Rolle. Auf diese Weise zubereitet wurden sowohl ganze Ochsen als auch kleine Vögel. Für ein Festmahl wurde ein großer Bratenwender mit mehreren Etagen eingesetzt, bei dem oben kleine Vögel, in der Mitte Hühner und unten direkt über dem Feuer Enten oder Gänse aufgespießt waren. „Federwild und kleinere Säugetiere wie Lämmer und Spanferkel sind ihrer zarten Haut wegen besonders geeignet für das Braten am Spieß; durch häufiges Übergießen mit dem abtropfenden Saft und Fett, welche in einer Auffangpfanne zusammenliefen, erhielten sie die seit Jahrhunderten geschätzte knusprige Bräune.“
Vor allem in der Fastenzeit wurden auch Fische am Spieß gebraten und sogar Schnecken.
In Deutschland gibt es mehrere so genannte Spießbratenclubs, die sich speziell dem Zubereiten und Essen von Spießbraten widmen. Der älteste Club besteht in Trier und wurde 1905 gegründet.

## Trivia
Ein Kuriosum ist der Turnspit Dog (auch Küchenhund genannt), ein Hund der im 17. Jahrhundert für den Antrieb von Drehspießen mittels eines Laufrads gezüchtet wurde.